# Dialetto attico
Il dialetto attico fu un dialetto della lingua greca antica, strettamente connesso al dialetto ionico. 
Nell'antica Grecia era utilizzato nei demi della penisola Attica, nell'isola di Salamina, e successivamente nelle cleruchie ateniesi dell'Egeo e della Magna Grecia.

## Delimitazione del nome
La denominazione "dialetto ionico-attico" è normalmente usata per definire la serie di isoglosse comuni ai dialetti ionici e al dialetto attico: tale commistione è giustificata dalla presenza di un'ampia gamma di caratteristiche comuni a questo dialetto e alle tre varietà principali del dialetto ionico (ionico d'Asia, ionico d'Eubea, ionico cicladico).
Ciononostante, il dialetto attico presenta dei caratteri che lo oppongono al dialetto ionico, e lo accomunano ai gruppi dialettali orientali e arcaici, particolarmente al gruppo arcado-cipriota, rendendo difficile ipotizzare una semplice relazione genealogica tra ionico e attico.

## Tratti comuni con altri dialetti
Il particolare status del dialetto attico è quello di avere in comune tratti arcaizzanti con il dialetto arcado-cipriota, con una connessione diretta dunque con il miceneo.

## Caratteristiche distintive
Le caratteristiche peculiari dell'attico rispetto ai dialetti ionici, anche se in qualche caso documentate nel dialetto della vicina isola di Eubea, sono le seguenti.

### Fonetica
- Il dialetto attico, a differenza del dialetto eolico e ionico d'Asia, non presenta la psilosi delle vocali o consonanti aspirate iniziali
- L'esito fonetico nell'evoluzione del nesso occlusiva velare+jod non passa al gruppo spirante -σσ-, bensì rimane come doppia occlusiva -ττ-

esempi: *πραγjω si evolve in πράττω, pràttō -"faccio"- contro il dorico, eolico e koinè → πράσσω, pràssō, ionico πρήσσω prḕssō.
Questa caratteristica è estesa anche a gruppi -σσ- originari, vale a dire che θάλασσα, thàlassa -"mare"- in attico è θάλαττα, thàlatta ed è presente sia in Beozia che in Eubea.
- Il gruppo -ρσ- di altri dialetti si assimila in -ρρ- (scritto anche ῤῥ a descriverne l'esito fonetico)

esempi: 
1. in attico l'esclamazione-imperativo "coraggio!" è θάρρει (thàrrē) mentre in altri dialetti è θάρσει (thàrsē).
2. il nome geografico χερσόνησος. Chersónesos —"penisola"— composto di χέρσος, "terra asciutta", e νῆσος, "isola", in attico è χερρόνησος.

- Il digamma appoggiato a liquida e nasale (λϝ, vϝ, ρϝ) sparisce senza provocare, a differenza di altri dialetti, allungamento di compenso nella vocale precedente.

esempi:
1. da un originario καλϝός, kalwòs -"bello"- documentato in Beozia, l'attico produce κᾰλός con la breve ampiamente testimoniata dalla poesia drammatica, contro il normale esito κᾱλός documentato in Omero e in altri dialetti.
2. da un originario ξένϝος, xènwos, "straniero, ospite" (conservato nel dorico) mentre in ionico ed eolico risulta ξεῖνος xḗnos, in attico prevale ξένος xènos.
3. da un originario ϝόρϝος, wòrwos, "confine", documentato nel miceneo, mentre in dorico diviene ὧρος hṑros e in ionico ed eolico οὖρος ṓros, ma in attico resta ὅρος hòros.

- alfa lunga originaria preceduta da ε, ι oppure ρ, (fenomeno definito tradizionalmente alfa puro) non passa a η come avviene di norma nei dialetti ionici. Esistono delle apparenti eccezioni a tale fenomeno, κόρη (kòrē "ragazza"), κόρρη (kòrrē, "tempia"), δέρη (dèrē, "collo"), spiegabili con la concomitanza di un altro fenomeno, la lenizione di digamma: in origine queste parole terminavano in -ϝᾱ, diventato poi -ϝη in ionico e in attico; quando sparì il digamma, il fenomeno di restituzione da η ad ᾱ[1] si era già concluso, causando la conservazione di η preceduto da ρ.
- La preposizione σύν in attico ha la forma ξύν.

Contrazione
In attico, diversamente che in ionico, la contrazione tra vocali è un fenomeno antico ed esteso, che non solo influenza la coniugazione, dittongando vocali che in Erodoto e altri autori ionici rimangono distinte, ma anche la declinazione nominale e pronominale (in particolare è documentato principalmente in attico il passaggio da ἑαυτοῦ-ἑαυτῶν a αὑτοῦ-αὑτῶν) e persino gli stessi confini di parola, come è il caso delle numerose crasi documentate nella letteratura drammatica e nella logografia.

### Morfologia
Rispetto alle altre parlate ioniche, l'attico è un dialetto caratterizzato da diversi fattori di conservazione, in particolare la persistenza del duale anche quando tutti gli altri dialetti lo avevano abbandonato da secoli.

## Dialetto letterario
La peculiarità maggiore del dialetto attico è la sua progressiva importanza nell'ambito della produzione letteraria antica. Inizialmente circoscritto alla più consolidata tradizione del dialetto ionico, grazie al richiamo culturale esercitato dall'egemonia ateniese in età periclea, l'attico soppiantò il precedente in filosofia e storiografia. Significativo è il confronto tra Erodoto e Tucidide, che a distanza di una generazione scrivono l'uno in ionico e l'altro in attico.
La concomitanza dell'enorme successo di generi letterari connessi alla tradizione orale (teatro, retorica, e dialogo) trasmisero il dialetto attico all'uso letterario delle epoche successive. Alessandro Magno, Macedone ma discepolo di Aristotele, scelse di ufficializzare l'attico come lingua franca del suo impero. Il risultato, seguito alla commistione tra forme strettamente ateniesi e degli altri dialetti, portò al successo della neonata κοινή come lingua veicolare. Il dialetto attico puro rimase dunque un vezzo letterario tipicamente ateniese.

### Diffusione e fortuna
L'attico, soppiantato dalla nuova lingua veicolare, subì un progressivo oblio letterario che si dissolse però in corrispondenza dell'ondata di arcaismo tipica del terzo e quarto secolo d.C. Gli fautori della ripresa dei moduli platonici e lisiani furono i letterati ascrivibili alla seconda sofistica, il cui sforzo di recupero di una lingua sentita come raffinata e pura li spinse a riesumare forme desuete o rispolverare preziosi hapax legomena.